# Atletica leggera ai Giochi della XXXI Olimpiade - Getto del peso femminile

Video ufficiale della Finale

Il getto del peso ha fatto parte del programma femminile di atletica leggera ai Giochi della XXXI Olimpiade. La competizione si è svolta il 12 agosto allo Stadio Nilton Santos di Rio de Janeiro.

## Presenze ed assenze delle campionesse in carica
Per i campionati europei si considera l'edizione del 2014.
| Competizione         | Atleta              | Prestazione | Rio 2016   |
| -------------------- | ------------------- | ----------- | ---------- |
| Olimpiadi 2012       | Valerie Adams       | 20,70 m     | Presente   |
| Commonwealth 2014    | Valerie Adams       | 19,88 m     | Presente   |
| Europei 2014         | Christina Schwanitz | 19,90 m     | Presente   |
| Asiatici 2014        | Gong Lijao          | 19,06 m     | Presente   |
| Panamericani 2015    | Cleopatra Borel     | 18,67 m     | Presente   |
| Mondiali 2015        | Christina Schwanitz | 20,37 m     | Presente   |
|                      |                     |             |            |
| Mondiali junior 2012 | Shanice Craft       | 17,15 m     | Solo Disco |

## La gara
In qualificazione nessuna supera i 20 metri.

Al primo turno di finale Valerie Adams, la bicampionessa olimpica (Pechino 2008 e Londra 2012) si issa in testa alla classifica con 19,79. Al secondo turno scaglia la palla di ferro oltre i 20 metri: 20,42. La seconda classificata, la statunitense Michelle Carter è distanziata di 60 cm esatti (19,82). 

La Carter si migliora al quarto turno (19,87), ma rimane abbondantemente sotto.

Quando sembra che la classifica si sia cristallizzata, l'americana produce un lancio di 20,63 che le vale l'oro all'ultimo turno. La Adams deve accontentarsi dell'argento.

La campionessa del mondo, Christina Schwanitz, realizza 19,03 al primo lancio poi si spegne. Viene superata da altre tre atlete e finisce sesta. La medaglia di bronzo se la giocano l'ungherese Márton e la cinese Gong. Rimangono appaiate con 19,39 fino all'ultimo lancio quando l'ungherese la spunta con 19,87.
Sia Michelle Carter che Anita Márton hanno stabilito il record nazionale. La Carter, il cui precedente primato era 20,24 metri, si è migliorata di ben 39 cm.

Il padre di Michelle (nonché suo allenatore), Mike Carter, vinse l'argento ai Giochi olimpici di Los Angeles 1984.

## Risultati

### Qualificazione
Qualificazione: 18,40 m (Q) o le migliori 12 misure (q).
| Posizione | Gruppo | Nome                 | Nazionalità       | Lanci | Lanci | Lanci | Risultato | Note |
| Posizione | Gruppo | Nome                 | Nazionalità       | 1°    | 2°    | 3°    | Risultato | Note |
| --------- | ------ | -------------------- | ----------------- | ----- | ----- | ----- | --------- | ---- |
| 1         | A      | Valerie Adams        | Nuova Zelanda     | 19,74 |       |       | 19,74     | Q    |
| 2         | B      | Christina Schwanitz  | Germania          | 19,18 |       |       | 19,18     | Q    |
| 3         | A      | Michelle Carter      | Stati Uniti       | 17,95 | 19,01 |       | 19,01     | Q    |
| 4         | A      | Raven Saunders       | Stati Uniti       | n     | 18,83 |       | 18,83     | Q    |
| 5         | B      | Gong Lijiao          | Cina              | 18,74 |       |       | 18,74     | Q    |
| 6         | B      | Anita Márton         | Ungheria          | 18,51 |       |       | 18,51     | Q    |
| 7         | B      | Geisa Arcanjo        | Brasile           | 18,27 | 17,67 | n     | 18,27     | q    |
| 8         | A      | Cleopatra Borel      | Trinidad e Tobago | 16,94 | 17,78 | 18,20 | 18,20     | q    |
| 9         | A      | Natalia Duco         | Cile              | 18,18 | n     | n     | 18,18     | q    |
| 10        | B      | Auriole Dongmo       | Camerun           | 17,92 | 17,71 | n     | 17,92     | q    |
| 11        | B      | Alena Abramchuk      | Bielorussia       | 17,78 | 17,19 | 16,97 | 17,78     | q    |
| 12        | A      | Alëna Dubickaja      | Bielorussia       | n     | n     | 17,76 | 17,76     | q    |
| 13        | B      | Paulina Guba         | Polonia           | 17,70 | 17,56 | n     | 17,70     |      |
| 14        | B      | Felisha Johnson      | Stati Uniti       | n     | 17,64 | 17,69 | 17,69     |      |
| 15        | A      | Melissa Boekelman    | Paesi Bassi       | 16,97 | 17,69 | n     | 17,69     |      |
| 16        | A      | Bian Ka              | Cina              | 17,68 | 17,36 | 16,84 | 17,68     |      |
| 17        | B      | Julija Leancjuk      | Bielorussia       | 17,66 | n     | 16,69 | 17,66     |      |
| 18        | A      | Brittany Crew        | Canada            | 16,67 | n     | 17,45 | 17,45     |      |
| 19        | B      | Ahymará Espinoza     | Venezuela         | n     | 17,27 | 16,77 | 17,27     |      |
| 20        | A      | Sara Gambetta        | Germania          | n     | 16,93 | 17,24 | 17,24     |      |
| 21        | B      | Radoslava Mavrodieva | Bulgaria          | n     | 17,11 | 17,20 | 17,20     |      |
| 22        | B      | Yaniuvis López       | Cuba              | 17,15 | n     | n     | 17,15     |      |
| 23        | B      | Manpreet Kaur        | India             | 16,68 | 17,06 | 16,76 | 17,06     |      |
| 24        | A      | Emel Dereli          | Turchia           | 17,01 | 16,86 | n     | 17,01     |      |
| 25        | B      | Danniel Thomas       | Giamaica          | 16,70 | 16,43 | 16,99 | 16,99     |      |
| 26        | A      | Saily Viart          | Cuba              | 15,82 | n     | 16,99 | 16,99     |      |
| 27        | A      | Ol'ha Holodna        | Ucraina           | 16,10 | 16,35 | 16,83 | 16,83     |      |
| 28        | B      | Taryn Suttie         | Canada            | 16,55 | 16,74 | 16,60 | 16,74     |      |
| 29        | A      | Nwanneka Okwelogu    | Nigeria           | 16,67 | n     | n     | 16,67     |      |
| 30        | B      | Lena Urbaniak        | Germania          | 16,32 | 16,62 | n     | 16,62     |      |
| 31        | A      | Sandra Lemos         | Colombia          | 16,46 | 16,46 | 16,12 | 16,46     |      |
| 32        | A      | Leyla Rajabi         | Iran              | 16,18 | 16,34 | 16,16 | 16,34     |      |
| 33        | A      | Gao Yang             | Cina              | 16,17 | 15,48 | n     | 16,17     |      |
| 34        | B      | Halyna Obleščuk      | Ucraina           | 15,81 | n     | n     | 15,81     |      |
| 35        | A      | Dimitriana Surdu     | Moldavia          | 15,14 | 15,17 | 15,25 | 15,25     |      |
| 36        | B      | Jessica Inchude      | Guinea-Bissau     | 14,12 | 15,15 | 14,84 | 15,15     |      |

### Finale
| Record mondiale      | Natal'ja Lisovskaja | 22,63 m | Mosca | 7 giugno 1987  |
| Record olimpico      | Ilona Slupianek     | 22,41 m | Mosca | 24 luglio 1980 |
| Capolista stagionale | Gong Lijiao         | 20,12 m | Halle | 21 maggio 2016 |

| Pos.    | Atleta              | Nazione           | Lanci | Lanci | Lanci | Lanci           | Lanci           | Lanci           | Misura | Note                          |
| Pos.    | Atleta              | Nazione           | 1°    | 2°    | 3°    | 4°              | 5°              | 6°              | Misura | Note                          |
| ------- | ------------------- | ----------------- | ----- | ----- | ----- | --------------- | --------------- | --------------- | ------ | ----------------------------- |
| Oro     | Michelle Carter     | Stati Uniti       | 19,12 | 19,82 | 19,44 | 19,87           | 19,84           | 20,63           | 20,63  | Record nord-centroamericano   |
| Argento | Valerie Adams       | Nuova Zelanda     | 19,79 | 20,42 | 19,80 | n               | n               | 20,39           | 20,42  |                               |
| Bronzo  | Anita Márton        | Ungheria          | 17,60 | 18,72 | 19,39 | 19,38           | 19,10           | 19,87           | 19,87  | Record nazionale              |
| 4       | Gong Lijiao         | Cina              | 18,98 | 19,39 | 19,18 | n               | n               | n               | 19,39  |                               |
| 5       | Raven Saunders      | Stati Uniti       | 18,88 | n     | n     | n               | n               | 19,35           | 19,35  | Miglior prestazione personale |
| 6       | Christina Schwanitz | Germania          | 19,03 | n     | n     | n               | n               | 18,92           | 19,03  |                               |
| 7       | Cleopatra Borel     | Trinidad e Tobago | 18,05 | 18,24 | n     | 17,94           | 18,37           | n               | 18,37  |                               |
| 8       | Alëna Dubickaja     | Bielorussia       | 18,00 | 18,23 | n     | n               | n               | n               | 18,23  |                               |
| 9       | Geisa Arcanjo       | Brasile           | 17,50 | 17,68 | 18,16 | Non qualificate | Non qualificate | Non qualificate | 18,16  |                               |
| 10      | Natalia Duco        | Cile              | 18,07 | 17,73 | 17,99 | Non qualificate | Non qualificate | Non qualificate | 18,07  |                               |
| 11      | Alena Abramčuk      | Bielorussia       | 17,37 | n     | n     | Non qualificate | Non qualificate | Non qualificate | 17,37  |                               |
| 12      | Auriole Dongmo      | Camerun           | n     | 16,99 | 16,82 | Non qualificate | Non qualificate | Non qualificate | 16,99  |                               |